# Diego Tapia
Diego Andrés Tapia Rojas (Arica, Chile, 7 de mayo de 1995) es un futbolista chileno Juega de Portero y su club actual es Ñublense de la Primera División de Chile.

## Trayectoria
Inició su carrera en las divisiones inferiores de San Marcos de Arica, donde debutó el año 2016. En 2017 fue cedido al Club Sport Victoria de la Segunda División peruana hasta fin de temporada. Tras el descenso del conjunto ariqueño a la Segunda División en 2019 fue anunciado como nuevo jugador de Curicó Unido de la Primera División.
En 2020 fue anunciado como nuevo jugador de Magallanes, siendo cedido en préstamo a Colchagua para la temporada 2021. Tras volver de su cesión, atajo íntegramente durante la Copa Chile 2022 que logró el conjunto carabelero, siendo nombrado como mejor jugador de dicha competición, además de formar parte del plantel que logró el campeonato de la Primera B de la misma temporada.

## Clubes
| Club                      | País  | Año       |
| ------------------------- | ----- | --------- |
| San Marcos de Arica       | Chile | 2015-2018 |
| → Sport Victoria (cedido) | Perú  | 2017      |
| Curicó Unido              | Chile | 2019      |
| Magallanes                | Chile | 2020-2023 |
| → Colchagua (cedido)      | Chile | 2021      |
| Ñublense                  | Chile | 2024-Act. |

## Palmarés

### Campeonatos nacionales
| Título             | Club       | País  | Año  |
| ------------------ | ---------- | ----- | ---- |
| Primera B          | Magallanes | Chile | 2022 |
| Copa Chile         | Magallanes | Chile | 2022 |
| Supercopa de Chile | Magallanes | Chile | 2023 |

### Distinciones individuales
| Distinción                     | Año  |
| ------------------------------ | ---- |
| Mejor Jugador de la Copa Chile | 2022 |